# Guyani
Guyani är ett utdött australiskt språk. Guyani talades i Sydaustralien och tillhörde de pama-nyunganska språken.